# Burg Lage
Die Burg Lage ist die Ruine einer hochmittelalterliche Burg des Bistums Utrecht am Nordwestrand der Gemeinde Lage in der niedersächsischen Samtgemeinde Neuenhaus im  Landkreis Grafschaft Bentheim.

## Geschichte
1183 erfolgte die erste Erwähnung der Burg Lage im Besitz des Bistums Utrecht, das die geistliche Oberhoheit über die Niedergrafschaft der Grafschaft Bentheim und dort auch umfangreichen Besitz innehatte. Das erbliche Amt des Kastellans auf Lage hatten die Herren von Saterslo inne, die ab dem beginnenden 14. Jh. Herren von Lage genannt wurden. 1270 wurde Hermann von Saterslo zugleich mit seiner Ernennung zum Kastellan auferlegt, dass er in Abwesenheit des Bischofs „in superiore domo“, wohl dem Burgturm, zu verweilen hätte. Außerdem wird in derselben Urkunde eine Mühle innerhalb der Burg erwähnt. Während der Jahre 1324 bis 1326 wurde die Burg während der Bredevoorter Fehde durch Bischof Ludwig II. von Münster zerstört. 1329/30 baute der Utrechter Bischof Johann IV. von Arkel die Burg wieder auf und übergab sie seinem Verbündeten Hermann von Lage. Dieser verkaufte sie 1346 an Bischof Johann IV. Da dieser die Kaufsumme nicht aufbringen konnte, blieben die von Lage jedoch weiterhin auf der Burg wohnen. 1380 zerstörte daraufhin Bischof Florenz von Wevelinghoven die Burg. Zudem wurde die Burg 1377 an Reinhold von Coevorden verpfändet, das Pfand wurde erst 1445 wieder eingelöst. Danach wurde die stark vernachlässigte Anlage durch Bischof Rudolf von Diepholz bis 1447 wieder instand gesetzt. Lage war bischöflicher Amtssitz und mit einem Drosten besetzt. Als der Utrechter Bischof Heinrich von Bayern 1526 seine weltliche Macht an Kaiser Karl V. abtreten musste, wechselte auch die Burg Lage ihren Besitzer. 1531 versprach Karl, die Burg zu reparieren und mit hinreichender Mannschaft zu besetzen. 1576 verpfändete König Philipp II. von Spanien als neuer Eigentümer die Burg an Dietrich von Ketteler und belehnte diesen gleichzeitig mit ihr. 1591/92 entstand ein Neubau in Kastellform, der 1626 im Spanisch-Niederländischen Krieg von den Niederländern unter der Führung von Ernst Casimir von Nassau zerstört worden ist. 1634 ist der Pfandbesitz von Lage auf Johann von Raesfeld zu Twickel bei Delden (Hof van Twente) übergegangen und in ein Erblehn verwandelt worden. Die Burgruine und das nahe gelegene Herrenhaus von 1686 verblieben in dem Besitz der jeweiligen Eigentümer von Haus Twickel, bis 1953 die Besitztümer der dort ansässigen Familie van Heeckeren van Wassenaer in eine Stiftung eingebracht worden sind.

## Beschreibung
Über die Gestalt der ersten beiden Burganlagen aus dem 12. bis 14. Jahrhundert ist nichts bekannt. Von der Burg aus der Mitte des 15. Jahrhunderts liegen Erkenntnisse vor, dass für sie mehr als 665.000 Backsteine verbaut worden sind und für die Fensterumrahmungen und Schießscharten Bentheimer Sandstein verwendet wurde. Laut einem Ölbild des 16. Jahrhunderts war die Burg mit einer Ringmauer umgeben, die an den Ecken flache Rundtürme aufwies. Mehrere ebenfalls abgebildete Gebäude mit Satteldächern lassen sich nicht genauer ansprechen. Wohl zentral stand ein großer runder Bergfried mit Wehrgang und Kegeldach.
Die Ruine der 1626 gesprengten Kastellburg liegt inmitten eines rechteckigen Areals, das an einer Seite von der Dinkel, an den anderen Seiten von einem daraus gespeisten Graben begrenzt wird. Vermutlich war sie ursprünglich von einem weiteren Wassergraben umgeben. Die Backsteinbefestigung besaß eine Seitenlänge von ca. 30 m. Ein Zugangstor hat sich im Norden befunden. Östlich davon hat sich eine Kasematte mit Schießscharten erhalten, westlich dürfte eine weitere gelegen haben, in die ein jüngerer Backofen eingebaut worden ist. In der noch hoch erhaltenen Westseite sind drei Schießscharten für Geschütze samt Kammern zu erkennen. Weitere drei Scharten befanden sich in der Ostseite, die ebenso wie die Südseite stark zerstört ist. In der Mitte der Ruine steht ein rechteckiger Turm mit achteckigem Aufsatz.
Das ebenfalls im Burgbezirk gelegene Haus Lage besitzt keinen historischen Zusammenhang mit der Burg Lage. Es wurde 1686 von Amadea von Flodroff, Witwe von Adolf Heinrich von Raesfeld, Herr in Lage, als Witwensitz in klassizistisch-niederländischem Stil erbaut. 1762 wurden an das einstöckige Ziegelgebäude zwei Seitenflügel angefügt.